# Podregion Turku
Podregion Turku (fiń. Turun seutukunta) – podregion w Finlandii, w regionie Varsinais-Suomi.
W skład podregionu wchodzą gminy:
- Kaarina,
- Lieto,
- Masku,
- Mynämäki,
- Naantali,
- Nousiainen,
- Paimio,
- Raisio,
- Rusko,
- Sauvo,
- Turku.